# 園部宗徳
園部宗徳（そのべ むねのり、1987年12月08日 - ）は、日本の実業家、ボイストレーナーである。
正式表記：園部宗德
愛称はMU(ムー)
株式会社雅園 代表取締役。

## 人物
更新中

## 経歴
1987年12月08日、埼玉県北部に位置する熊谷市にて次男として生まれる。三人兄弟の末っ子。
17歳アメリカに留学中チャーチバンドのオーディションに勝ち抜きグランプリを受賞。
17-21歳 情報収集中
22歳から自宅スタジオにてボイストレーニング講師を開始
ボーカルトレーニング・楽曲提供・イベント制作を行う
26歳 株式会社雅園 設立